# ادوارد آواگیان (سیاستمدار)
ادوارد هاوشیی آواگیان (ارمنی: Էդուարդ Փաշոյի Ավագյան؛ زادهٔ ۱۹۳۴ - درگذشته ۱۹۹۱) یک سیاستمدار  اهل ارمنستان که از تاریخ ۱۰ دسامبر ۱۹۸۵ تا تاریخ ۹ اکتبر ۱۹۸۹ سمت شهردار ایروان را برعهده داشت.

## زندگی‌نامه
در ۱۹۳۴ در برد به دنیا آمد و از Մոսկվայի բարձրագույն կուսակցական դպրոց فارغ‌التحصیل شد.  وی در ۱۹۹۱ در سن ۵۷ سالگی در ایروان درگذشت.

## یادداشت
1. ↑  Երևանի քաղաքային խորհրդի գործադիր  կոմիտեի նախագահ